# Uma Mãe (conto)
Uma Mãe é um conto de James Joyce publicado na obra Dublinenses em 1914.

## Enredo
A história começa com uma breve descrição do Sr. Holohan, que trabalha para uma sociedade cultural Irlandesa e que tem organizado uma série de concertos. A perna manca de Holohan é uma característica proeminente. Somos então apresentados a Sra. Kearney, que desde jovem era muito talentosa, mas que descobriu que os rapazes de sua classe se sentiam intimidados por ela, o que a levou a casar-se com Sr. Kearney, um homem da classe operária, "por despreso." Sua filha Kathleen vai para boas escolas e aprende a tocar piano. A Sra. Kearney decide usar a Renascença Irlandesa como um meio de melhorar a posição social da família. Ela é bem-sucedida o suficiente para que Kathleen chame a atenção de Holohan, que contrata a garota como pianista acompanhante em quatro concertos de canto organizados por sua sociedade. Holohan e a Sra Kearney colaboram também no planejamento das performances. O primeiro concerto é pouco frequentado. O segundo tem mais clientes, mas a Sra Kearney fica incomodada com o comportamento do público e a atitude casual do secretário da sociedade, o Sr. Fitzpatrick. O terceiro concerto é cancelado. A Sra. Kearney fica preocupada que a filha não vai ser paga o preço total combinado, mas é incapaz de obter uma resposta direta sobre o assunto de Holohan ou Fitzpatrick. Ela leva o marido ao concerto final, antecipando um confronto. Na noite do concerto, a Sra Kearney é incapaz de obter uma resposta adequada ao seu pedido pelo pagamento integral e insiste que a filha não vai tocar até ser paga. A discussão atrasa o início da apresentação, até que Fitzpatrick paga a Sra Kearney metade do valor combinado, prometendo o restante no intervalo. Apesar de a primeira metade do show ser bem-sucedida, a descrição dos artistas, ou muito imaturos ou passado o seu auge, não é lisonjeira. No intervalo, a Sra Kearney é informada que o resto do dinheiro será pago em três dias. A Sra. Kearney, indignada, se recusa a deixar sua filha tocar. Outro acompanhante é encontrado, e a Sra Kearney e sua família, mau-vistos por todos a esse ponto, vão embora. A história apresenta tanto a cobiça e ira da mãe quanto a inexperiência e a condescendência dos membros da sociedade vistos de uma perspectiva ruim.